# Helfried Hinterleitner

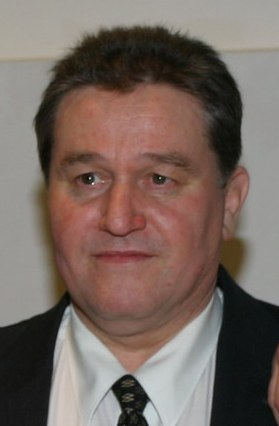
Helfried Hinterleitner (2004)

Helfried Hinterleitner (* 3. Mai 1948 in Amstetten) ist ein österreichischer Autor, Mundartdichter und Lokalhistoriker.

## Leben
Hinterleitner absolvierte eine Lehre als Formschmied im Linzer Stahlwerk der Voestalpine und legte die Meisterprüfung in einer Fachschule für Maschinenbau ab. 1982 veröffentlichte er seine ersten Mundartgedichte in phonetischer Schreibweise, worauf heimatgeschichtliche Publikationen über den Linzer Stadtteil Kleinmünchen folgten.

## Veröffentlichungen
- leichd zum meaggn. Kleinmünchner Kulturkreis, Linz 1983.
- Kleinmünchen : 75 Jahre bei Linz. Kleinmünchner Kulturkreis, Linz 1998.
- ...in da sahara schdaubds aa : Mundartgedichte. Wiesner, Wernstein 2001, ISBN 3-900663-24-6.
- Kleinmünchen : eine Reise durch die Geschichte. Kleinmünchner Kulturkreis, Linz 2007, ISBN 978-3-902598-27-1.
- Wenn wir den Krieg verlieren. Denkmayr, Linz 2009, ISBN 978-3-902709-19-6.
- Kleinmünchen : Geschichte und Geschichten. Kleinmünchner Kulturkreis, Linz 2022, ISBN 978-3-200-08211-3.